# Oskar Dietrich
Oskar Dietrich (* 16. Februar 1888 in Wien; † 27. Dezember 1978 ebenda) war ein österreichischer Komponist und Lyriker.

## Leben
Dietrich studierte an den Universitäten Wien und Berlin und wurde in Wien mit einer literaturwissenschaftlichen Arbeit promoviert. Bei Rudolf Braun und Franz Schmidt studierte er jedoch auch Komposition.
Dietrich schuf neben seinen literarischen Arbeiten primär Instrumentalmusik, darunter viele Kammermusikkompositionen. In den 1920er und 1930er Jahren wurden einige seiner Werke in Wien zur Aufführung gebracht. 1947 schuf er unter dem Titel Versuchung auch eine Oper, die jedoch nicht auf die Bühne gelangte.
Oskar Dietrich war überzeugter Nationalsozialist. Er trat zum 25. Januar 1932 der NSDAP bei (Mitgliedsnummer 782.409), wurde allerdings 1943 aus der Partei ausgeschlossen. Sein bekanntestes Werk ist der Text zu der Chor-Kantate Deutsche Auferstehung. Ein festliches Lied, die 1940 durch Robert Wagner einmal zur Aufführung gebracht wurde. Das kurz nach dem Anschluss Österreichs entstandene Werk wurde wegen des offensiv faschistischen Textes nach 1945 nicht mehr aufgeführt. Herbert Zeman argumentiert jedoch, dass „mal wieder ein Dilettant am Werk“ gewesen sei, und die schwülstige Dichtung selbst unter NSDAP-Parteigenossen Dietrichs durchfiel.

„Wir wollen unseren Führer sehen / Wir wollen unseren Führer sehen / wir danken unserem Führer / Sieg Heil!“

## Werke und Schriften
- Deutsche Auferstehung, Text für die Kantate von Franz Schmidt (1938)
- Versuchung, [tragisch-romantische] Oper in drei Akten, nach einer Historie aus dem 16. Jahrhundert (1947), Libretto, Maschinschrift, 35 S., + 2 S. Anhang, Signatur: F169. Dietrich. 30 Mus
- Sinfonien, Kammermusik usw.

Dietrichs Nachlass liegt in der Österreichischen Nationalbibliothek Wien.

## Werkverzeichnisse
- 2 Werkverzeichnisse, zusammengestellt von Arthur und Maria [Neffe und Nichte], 1979, E105/09 / Dietrich, Oskar [Verfasser]